# Bu'er
Bu'er (kinesiska: 补尔乡, 补尔) är en socken i Kina. Den ligger i provinsen Sichuan, i den sydvästra delen av landet, omkring 360 kilometer söder om provinshuvudstaden Chengdu. Antalet invånare är 6 488. Befolkningen består av 3 241 kvinnor och 3 247 män. Barn under 15 år utgör 35 %, vuxna 15-64 år 57 %, och äldre över 65 år 7,0 %.
Genomsnittlig årsnederbörd är 1 233 millimeter. Den regnigaste månaden är juli, med i genomsnitt 279 mm nederbörd, och den torraste är januari, med 6 mm nederbörd.